# Bäiken Äschimow
Bäiken Äschimuly Äschimow (kasachisch Бәйкен Әшімұлы Әшімов Bäiken Äşımūly Äşımov, russisch Байкен Ашимович Ашимов, Baiken Aschimowitsch Aschimow; * 10. August 1917 im Dorf Shabakbay, Gebiet Aqmola, Russisches Reich; † 5. Februar 2010 in Almaty, Kasachstan) war ein sowjetischer Politiker der Kasachischen Sozialistischen Sowjetrepublik (Kasachische SSR).

## Biografie
Der aus einfachen Verhältnissen stammende Äschimow verließ im Alter von 15 Jahren 1932 sein Heimatdorf und arbeitete als Hilfsarbeiter in der Metallwerkstatt des Eisenbahndepot Petropawl (Kasachstan). Danach war er in einer Schule als Instrukteur tätig. 1940 wurde er Mitglied der Kommunistischen Partei der Sowjetunion (KPdSU) und war als solcher auch Sekretär des Kommunistischen Jugendverbandes (Komsomol). Während des Zweiten Weltkrieges leistete er seinen Militärdienst in der Roten Armee.
Nach dem Krieg war er zunächst von 1945 bis 1948 Sekretär des Exekutivkomitees von Kökschetau, ehe er anschließend für kurze Zeit Stellvertretender Vorsitzender des Exekutivkomitees des Gebietes Aqmola war. Von 1948 bis 1950 war er Zweiter Sekretär des Gebietskomitees der Kommunistischen Partei Kasachstans (KPK) und dann in der Gebietsverwaltung tätig. 1952 erfolgte seine Ernennung zum 1. Stellvertretenden Chef der Gebietsverwaltung für Landwirtschaft von Aqmola.
1955 begann er ein Studium am Institut für angewandte Zoologie und Phytopathologie in Leningrad und nahm nach seiner Rückkehr nach Kasachstan 1957 wieder seine Tätigkeit als 1. Stellvertretender Chef der Gebietsverwaltung für Landwirtschaft von Aqmola auf. 1959 wurde er zunächst Leiter der Landwirtschaftsabteilung und noch im gleichen Jahr Zweiter Sekretär des Gebietskomitees der KPK in Aqmola.
Äschimow wurde 1961 zum Vorsitzenden des Exekutivkomitees des Gebietes Qaraghandy ernannt und war in dieser Funktion zwischen 1963 und 1964 auch Erster Sekretär des Gebietskomitees der KPK. Nach siebenjähriger Tätigkeit in Qaraghandy wurde er 1968 Erster Sekretär des Gebietskomitees der KPK im Gebiet Taldyqorghan und behielt dieses Amt bis 1970. Während dieser Zeit war er 1969 auch Absolvent der Parteihochschule der KPdSU in Moskau.
Am 31. Mai 1970 wurde Bäiken Äschimow Vorsitzender des Ministerrates und damit Ministerpräsident der Kasachischen Sozialistischen Sowjetrepublik (Kasachische SSR). In den Jahren seiner Tätigkeit setzte er sich für die Ausstattung der Wirtschaftsbetriebe, Elektrifizierung, Mechanisierung und Automatisierung der Produktion sowie die Einführung neuer Technologien ein. Gleichzeitig trieb er die Entwicklung des Transportwesens, Ingenieurwesen, Chemische Industrie, Leichtindustrie und Maschinenbau voran. Obwohl er formell Ministerpräsident Kasachstans war, lag die eigentliche Macht beim Ersten Sekretär des Zentralkomitees (ZK) der KPK, Dinmuchamed Kunajew. Am 22. März 1984 wurde der bisherige Sekretär des ZK der KPK, Nursultan Nasarbajew, Äschimows Nachfolger als Vorsitzender des Ministerrates.
Äschimow selbst wurde stattdessen Vorsitzender des Präsidiums des Obersten Sowjet der Kasachischen SSR und damit formell Staatspräsident der Teilrepublik. Zugleich war er als solcher auch Stellvertretender Vorsitzender des Präsidiums des Obersten Sowjet der UdSSR. Am 27. September 1985 wurde er in diesem Amt von Salamat Mukaschow abgelöst.
Zwischen 1971 und 1986 war er darüber hinaus Mitglied des ZK der KPdSU sowie Deputierter des Obersten Sowjet der UdSSR.
Für seine Verdienste wurde er mehrfach ausgezeichnet und erhielt unter anderem 1977 den Titel "Held der sozialistischen Arbeit". Darüber hinaus wurden ihm viermal der Leninorden, zweimal der Orden des Roten Banners der Arbeit, zweimal der Orden des Vaterländischen Krieges I. Klasse sowie der Orden des Roten Sterns verliehen.
Zu seinem 90. Geburtstag wurde er 2007 von Präsident Nasarbajew mit dem Vaterlandsorden von Kasachstan (Отан ордені), dem höchsten Orden Kasachstans, ausgezeichnet.